# 사동초등학교 (경기)
사동초등학교(沙洞初等學校)는 대한민국 경기도 동두천시에 있는 공립 초등학교이다.

## 학교 연혁
- 1969.03.02 사동국민학교 개교 (20학급)
- 1980.03.01 빙상부 창단
- 1981.03.01 병설유치원 개원 (1학급)
- 1987.05.30 축구부 창단
- 1996.03.01 사동초등학교로 교명 변경
- 2006.09.10 지혜의 집 신축
- 2006.10.31 생활관(급식실) 신축
- 2007.12.07 인조 잔디 구장 준공
- 2008.09.12 과학실 현대화 사업 완료
- 2009.01.30 어학실 시설 보수 및 확충
- 2009.08.22 정문 교체 및 남문 신축 공사 준공
- 2010.10.11 배수로 및 주차장 공사
- 2011.09.01 제15대 임완택 교장 취임
- 2011.09.01 화장실 환경 정비
- 2011.12.09 본관 외벽 리모델링 완료
- 2012.02.14 제43회 졸업식 (92명 졸업)
- 2012.02.29 병설유치원 폐원(단설 사동유치원으로 개원함)
- 2012.03.01 24학급 편성(특수학급 1학급 포함)
- 2012.03.01 경기도교육청 지정 혁신학교 운영
- 2013.02.13 제44회 졸업식(98명 졸업)
- 2013.03.01 23학급 편성(특수학급 1학급 편성)
- 2013.03.01 접경지역 중 교육감이 지정하는 학교 근무경력 가산점 대상학교 신규지정
- 2013.12.26 준공
- 2014.02.14 제45회 졸업식
- 2014.03.01 26학급 편성(특수학급 1학급 편성)
- 2016년 9월 1일 제16대 김남숙 교장 취임
- 2021년 3월 1일 제17대 백연화 교장 부임